# 交響曲第3番 (コープランド)
アーロン・コープランドの《交響曲 第3番》（こうきょうきょくだいさんばん）は、この作曲家が完成した最後の交響曲である。第二次世界大戦末期の1944年に着手されたため、愛国的な性格が強い。これは、戦間期の管弦楽曲においてコープランドが繰り広げた「音楽版アメリカニズム」のさまざまな作曲様式を、絶対音楽に持ち込み、統合を図ったことにもよっている。《アパラチアの春》の素朴で牧歌的な抒情性、《ロデオ》や《ビリー・ザ・キッド》の荒々しさや活力、《エル・サロン・メヒコ》におけるラテン・アメリカの生命力である。第4楽章の序奏において、《庶民のためのファンファーレ》が引用されている。
1946年に完成され、指揮者セルゲイ・クーセヴィツキーの亡き妻ナターリヤの追憶に献呈された。初演はボストンにおいて1948年10月、ボストン交響楽団によって行われ、その後のニューヨーク初演で評価を決定的なものとした。

## 楽器編成
3管編成：
フルート3（第3フルートは第2ピッコロ持ち替え）、ピッコロ1、オーボエ2、イングリッシュホルン1、クラリネット3、バスクラリネット1、ファゴット2、コントラファゴット1、ホルン4、トランペット4、トロンボーン3、テューバ、ティンパニ（4個）とその他の打楽器類（大太鼓、小太鼓、ウッドブロック、シンバル、サスペンデッド・シンバル、かなとこ、タムタム、クラベス、シロフォン、グロッケンシュピール、チューブラー・ベルズなど）、ハープ2、チェレスタとピアノ各1、弦楽5部。
マーラーやリヒャルト・シュトラウスを連想させる、金管楽器や打楽器の充実した巨大なオーケストラが利用され、弥が上にもフィナーレの壮麗な祝祭的雰囲気を高めることに役立っている。

## 演奏時間
約45分（各楽章11分、9分、11分、13分）

## 楽曲構成
各楽章は、かなり自由に構成されており、曲を聴き進めながら楽式を跡付けていくことは、特に奇数楽章において容易でない。緩－急－緩－急の構成をとる。

### 第1楽章
第1楽章（ホ長調）は木管楽器による素朴な主題に始まり、これがオーケストラ全体によって温かく繰り返される。その後まもなく、《庶民のためのファンファーレ》を仄めかすような金管ファンファーレによってクライマックスとなる。始まりと同じく、終わりもまた平和のうちに包まれるが、轟くようなティンパニの一打によって、夢のような雰囲気が破られ、活き活きしたスケルツォ楽章が動き始める。

### 第2楽章
怒濤の第2楽章（ハ長調）は、プロコフィエフの打楽器用法の影響を受けていて、騒々しく駆け抜ける主題が特徴的。より穏やかで牧歌的な中間部に落ち着くが、はち切れんばかりの喜びのうちに楽章終止を迎える。

### 第3楽章
第3楽章はゆっくりと瞑想的に始まり、コープランド作品に典型的な、響きの薄い、あいまいな和声が使われている。やがてはじけるような、響きにおいてどことなくラテンアメリカ風の、舞曲調の部分に差し掛かる。

### 第4楽章
その後に途切れることなくフィナーレ（ホ長調～ニ長調）に進んで行くと、それまで随所でぼんやりと聞こえていた《庶民のためのファンファーレ》が、初めは牧歌的に、やがて完全に輝かしい姿となって登場する。ファンファーレがニ長調で結ばれたのと入れ違いに、木管楽器によって賑やかなアレグロによる主部の幕開けとなり、やがて弦楽合奏によるフガート風の動きを中心に、フィドルを連想させる無窮動へと発展して行く。ファンファーレが再登場して、新たな主題が呼び込まれる。以上の要素を軸に、一種のロンド・ソナタ形式によって構成されていると看做されるが、しかしながら楽章のほとんどは、ファンファーレ主題の展開に費やされている。